# Wolf (sterrenbeeld)

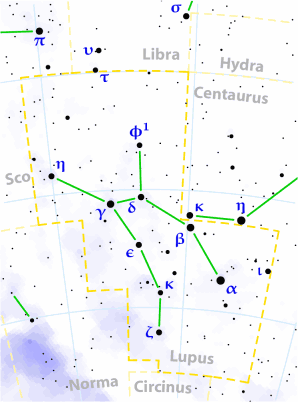
Kaart van het sterrenbeeld Wolf.

Wolf (Lupus, afkorting Lup) is een sterrenbeeld aan de zuiderhemel tussen rechte klimming 14u13m en 16u05m en tussen declinatie −30° en −55°. Vanaf de breedte van de Benelux is enkel de noordelijke helft ervan te zien. De noordelijke rand van de IAU begrenzing rond dit sterrenbeeld klimt tot 9 graden boven de zuidelijke horizon.

## Sterren
(in volgorde van afnemende helderheid)
- Alpha Lupi
- Beta Lupi
- Gamma Lupi
- Delta Lupi
- Epsilon Lupi
- GQ Lupi, een T Tauri-ster waarbij een exoplaneet ontdekt is.

## Telescopisch waarneembare objecten

### New General Catalogue
NGC 5530, NGC 5593, NGC 5643, NGC 5670, NGC 5688, NGC 5749, NGC 5764, NGC 5800, NGC 5822, NGC 5824, NGC 5843, NGC 5873, NGC 5882, NGC 5927, NGC 5968 (het noordelijkste NGC object in het sterrenbeeld Wolf, culmineert in de Benelux tot 8°30' boven de zuidelijke horizon), NGC 5986, NGC 6026

### Index Catalogue
IC 4406 (Box nebula / Retina nebula), IC 4444

## Donkere stofwolken
Barnard 228 (B 228), een langgerekte stofwolk in het noordelijk gedeelte van het sterrenbeeld Wolf, tussen de sterren ξ Lupi, 5-χ Lupi en het koppel 3-ψ en 4-ψ Lupi . Deze stofwolk kreeg de bijnaam Donkere wolfnevel (Dark wolf nebula) .
Sandqvist-Lindroos 7 (SL 7), een stofwolk in het oostelijk gedeelte van de wolf .
Sandqvist-Lindroos 11 (SL 11), een relatief kleine stofwolk ten noordwesten van de ster η Lupi (Eta Lupi) .

## Aangrenzende sterrenbeelden
(met de wijzers van de klok mee)
- Weegschaal (Libra)
- Waterslang (Hydra) (raakt maar op één punt)
- Centaur (Centaurus)
- Passer (Circinus)
- Winkelhaak (Norma)
- Schorpioen (Scorpius)